# Kościół Matki Bożej Anielskiej w Monkiniach
Kościół Matki Bożej Anielskiej w Monkiniach – zabytkowa drewniana świątynia parafialna pod wezwaniem Matki Bożej Anielskiej we wsi Monkinie (woj. podlaskie, pow. augustowski).
Trójnawowa, z pojedynczą wieżą o wysokości 12 m. Wybudowana została w latach 1922-1924 na wzgórzu staraniem miejscowych parafian. W tym samym czasie przy świątyni powstała drewniana plebania. Parafię erygowano 2 sierpnia 1925, po wydzieleniu części obszaru dotychczasowej parafii Wigry. W swej historii świątynia dwukrotnie podlegała gruntownym remontom. W 1991 dobudowano wolnostojącą dzwonnicę.